# زلزال الحوز 2023
زلزال الحوز أو زلزال إغيل أو زلزال مراكش آسفي أو زلزال المغرب 2023 هُو زلزال بقوة 6.8 درجة على مقياس ريختر ضرب في 8 سبتمبر 2023 على الساعة 23:11 بالتوقيت الصيفي (22:11 بالتوقيت العالمي) منطقة إقليم الحوز بجهة مراكش آسفي بالمغرب. حُدد مركز الزلزال بالقُرب من جماعة إغيل على بعد 71.8 كم (44.6 ميل) جنوب غرب مراكش وعلى عمق 18.5 كم (11.5 ميل)، وحدث نتيجةً لصدع مائل ضحل تحت سلسلة جبال الأطلس الكبير. خلَّف الزلزال أكثر من 2900 قتيل و5500 جريح مُعظمهم بأقاليم الحوز و‌تارودانت و‌شيشاوة، كما تضررت العديد من المباني والمعالم التاريخية بكُل من مراكش و‌تارودانت و‌أكادير و‌ورزازات. شعرَ بالزلزال سكان عشرات المدن المغربية بما في ذلك أكادير و‌الدار البيضاء و‌الرباط و‌المحمدية والقنيطرة ونواحيها، كما وصل مدى الهزات إلى الدول المُجاورة مثل إسبانيا و‌البرتغال و‌الجزائر.
اعتُبر هذا الزلزال الأقوى والأكثر دموية في تاريخ المغرب الحديث وذلك منذ عام 1960 على الأقل، وهو ثاني أكثر الزلازل فتكًا على مستوى العالَم في سنة 2023 بعد زلزال تركيا وسوريا. قدّرت منظمة الصحة العالمية أن حوالي 300 ألف شخص في مراكش والمناطق المحيطة تضرروا جراء الكارثة. وفي أعقاب الزلزال، عرضت العديد من البلدان المساعدات الإنسانية. كما أعلن المغرب الحداد الوطني في شخص الملك محمد السادس لمدة ثلاثة أيام مع تنكيسِ الأعلام.

## الظروف التكتونية
يقعُ شمال المغرب على الحدود بين الصفيحة الإفريقية و‌الصفيحة الأوراسية، وهو الصدع التحويلي بين جزر الأزور وجبل طارق. تُصبح هذه المنطقة من الانزلاق الجانبي الأيمن متقاطعة في نهايتها الشرقية، مع تطور صدوع دفعٍ كبيرة، أمّا إلى الشرق من مضيق جبل طارق، في بحر البوران فتُصبح الحدود تصادمية من حيث النوع. ترتبط معظم الزلازل في المغرب بالحركة على حدود تلك الصفيحة، مع وجود أكبر خطر زلزالي في شمال البلاد بالقربِ من الحدود. يُذكر أنه في عام 2004، ضرب زلزالٌ بقوة 6.3 درجة مدينة الحسيمة وأدى إلى مقتل 628 شخصًا وإصابة 926 آخرين، فيما أدى زلزالٌ آخر بقوة 7.3 درجة ضربَ الجزائر المجاورة عام 1980 إلى مقتل 2500 شخص.
جبال الأطلس هي حزام جبلي عابر للقارات يمتد من المغرب إلى تونس لمسافة 2,000 كـم (1,200 ميل). تشكلت هذه الجبال من الاصطدام الذي بدأ في حقب الحياة الحديثة. تصل سلسلة الجبال إلى أعلى ارتفاع لها جهة الغرب، في المغرب، وتتركز الزلازل بالمغرب في المنطقة الشمالية للبلاد وبحر البوران، أما في جنوب الريف، فالنشاط الزلزالي متفرق ولكنه منتشر عبر الأطلس المتوسط و‌الكبير و‌الأطلس الصغير. جديرٌ بالذكرِ هنا أنّ أكبر زلزال سُجّل في جبال الأطلس هو الزلزال الذي ضربَ مدينة أكادير سنة 1960، والذي بلغت قوته 5.9 درجة. تُظهر الزلازل في جبال الأطلس آليات بؤرية تتمثل في الانزلاق، أو الدفع، أو مزيج من الاثنين معًا (الانزلاق المائل).

## الهزات الأرضية
يُعد هذا الزلزال الأقوى من بين الزلازل التي سُجّلت في تاريخ المغرب الحديث، ولم يتجاوزه سوى زلزال مكناس عام 1755 الذي بلغت قوته ما بين 6.5 حتى 7.0 درجات. حدث الزلزال على عمق 18.5 كيلومترًا (11.5 ميلًا)، وفقًا لهيئة المسح الجيولوجي الأمريكية، بينما أبلغَ المعهد الوطني للجيوفيزياء وهو المعهد المختصّ بالزلازل في المغرب عن عمق بؤري قدره 8 كيلومترات (5.0 ميل) وبقوة 7.2 درجة. وبحسب المركز الأوروبي المتوسطي لرصد الزلازل، فقد شعر به سكان البرتغال وإسبانيا وموريتانيا والجزائر وعلى طول ساحل مضيق جبل طارق، وقال شهودٌ إن الاهتزاز استمر لمدة 20 ثانية تقريبًا. فيما وقعت هزة ارتدادية بقوة 4.9 درجة بعد 19 دقيقة من الهزة الرئيسة.
وفقًا لهيئة المسح الجيولوجي الأمريكية، كان للزلزال آلية بؤرية تشير إلى الصدع المائل تحت الأطلس الكبير. حدث التمزق على صدع مائل عكسي شديد الانحدار ضرب الشمال الغربي أو صدعًا عكسيًا مائلًا ضحلًا ضرب الشرق، كما قدرت مساحة منطقة تمزق الصدع بـ 30 كـم (19 ميل) بنسبة 20 كـم (12 ميل). تحدث العديد من صدوع الانزلاق والدفع بين الشرق والغرب والشمال الشرقي والجنوب الغربي في الأطلس الكبير. لم يتعرض المغرب منذُ عام 1900 على الأقل لزلزال بقوة 6.0 درجة أو أكثر ضمن مسافة 500 كيلومتر (310 ميل) من مركزه. أفادت تقارير في التاسع من أيلول/سبتمبر (اليوم الموالي لحدوث الزلزال) أنّ محطات الرصد التابعة للمعهد القومي لبحوث الفلك والجيوفيزياء في مصر تمكنت من رصد الزلزال على بعد آلاف الكيلومترات.

## الخط الزمني

### بداية الزلزال
بدأت وسائل إعلام محليّة بُعيد الحادية عشر مساءً (بالتوقيت المحلّي) تناقل أخبارٍ عن حصول زلزالٍ في المغرب حيث شعرَ به المواطنون في عشرات المدن المغربية بما في ذلك العاصمة الرباط، الدار البيضاء، فاس، أكادير وخاصة مدينة مراكش القريبة من بؤرته. نقلت وكالة رويترز للأنباء عن مركز رصد الزلازل الألماني أنّ قوة الزلزال الذي هزَّ المغرب بلغت 7 درجاتٍ على مقياس ريختر. أكّد التلفزيون المغربي الرسمي نقلًا عن المعهد الوطني للجيوفيزياء قوة الزلزال في سبع درجاتٍ وأنّه ضربَ عددا من جهات المملكة، كما حَدّد المعهد الوطني للجيوفيزياء مركز الزلزال في إقليم الحوز الواقعِ جنوب غرب مدينة مراكش، ووصفَ رئيس المعهد هذا الزلزال بـ «الأعنف منذ قرن».
سُجّلت بحسبِ المعهد المغربي للجيوفيزياء 6 هزات ارتدادية كبيرة في أعقاب الزلزال الرئيسي، وكانت الهزة الارتدادية الأولى التي أعقبت الزلزال هي الأقوى. اعترفَ مدير المعهد في حديثٍ للصحافة بأنّ قوة الزلزال الذي ضرب جهة مراكش آسفي هو «حدث استثنائي في المنطقة»، مشددًا على أنّ المنطقة التي ضربها الزلزال هي منطقة جبلية وعرة وهو ما زادَ من الأضرار وصعَّب من مهام فرقِ الإنقاذ مؤكّدًا على أنّ المباني الحديثة كانت أقلَّ تضررًا من الزلزال مقارنةً بالمباني القديمة في القرى والبوادي.
جدولٌ من التقرير الزلزالي النهائي الذي نشره المعهد الوطني للجيوفيزياء حيث يُظهر الجماعات الترابية المغربية وبُعدها عن بؤرة الزلزال مع تقييمٍ لدرجة الشعور بالهزّة واحتماليّة الدمار.
| الشدة المرتقبة لأهم المدن المغربية حول البؤرة | الشدة المرتقبة لأهم المدن المغربية حول البؤرة | الشدة المرتقبة لأهم المدن المغربية حول البؤرة | الشدة المرتقبة لأهم المدن المغربية حول البؤرة | الشدة المرتقبة لأهم المدن المغربية حول البؤرة |
| المدينة                                       | البُعد (كم)                                    | الشدة                                         | الشعور بالهزّة                                 | احتماليّة الدمار                               |
| --------------------------------------------- | --------------------------------------------- | --------------------------------------------- | --------------------------------------------- | --------------------------------------------- |
| إجوكاك                                        | 23                                            | VI-VII                                        | قويّ جدًا                                       | متوسّط                                         |
| أمزميز                                        | 31                                            | VI-VII                                        | قويّ جدًا                                       | متوسّط                                         |
| أولوز                                         | 41                                            | V-VI                                          | قوي                                           | خفيف                                          |
| إمي نتانوت                                    | 47                                            | V-VI                                          | قوي                                           | خفيف                                          |
| تالوين                                        | 68                                            | V-VI                                          | قوي                                           | خفيف                                          |
| تارودانت                                      | 72                                            | V-VI                                          | قوي                                           | خفيف                                          |
| أسني                                          | 50                                            | V-VI                                          | قوي                                           | خفيف                                          |
| أولاد تايمة                                   | 101                                           | IV-V                                          | متوسط                                         | قليل جدا                                      |
| إبغرم                                         | 100                                           | IV-V                                          | متوسط                                         | قليل جدا                                      |
| بيوكرى                                        | 126                                           | IV-V                                          | متوسط                                         | قليل جدا                                      |

### التأثير
سُرعان ما انتشرت على مواقع التواصل الاجتماعي صورٌ ومقاطع فيديو توثّق الزلزال في عددٍ من المدن المغربية، بما في ذلك مراكش التي تعرضت عددٌ من أسوارها في المدينة القديمة للدمارِ الجزئي نتيجةً لشدّة الزلزال وقربها من بؤرته، كما وثقت فيديوهاتٌ أخرى هلع المواطنين ومحاولاتهم الهرب في المراكز التجارية والمطاعم والمقاهي وغيرها لحظة استشعار الزلزال، الذي خلَّف بدايةً أضرارًا مادية كبيرة وخاصة في المناطق القريبة والمحيطة بمراكش، حيث أخليت العديد من المباني، وفرَّ مئات السكان من منازلهم إلى الشوارع. انهارت بعض المنازل في الأجزاء القديمة من المدينة وأجزاء من الأسوار الأثرية، أمّا في جامع الفنا، فقد انهارت مئذنة مسجد خربوش وأجزاء من جدرانها، مما أدى إلى سحق المركبات الموجودة أسفلها. أظهرت مقاطع فيديو أكوامًا من الحطام وجدرانًا منهارة وسحبًا من الغبار، كما انهار أحد مواقع التراث العالمي لليونسكو في المدينة.
تعرّضت قرية مولاي إبراهيم الواقعة في إقليم الحوز لضررٍ كبير، حيث حُوصرَ عددٌ من السكان تحت المباني المنهارة وأجرى متطوعون عدة محاولات للإنقاذ. دقائق بعد انتهاء موجة الزلزال حتى أُخرجَ المرضى من المستشفى الجامعي بمراكش إلى ساحاته ابتعادًا عن الجدران واستعدادًا لأيّ هزاتٍ ارتداديّة محتملة، في الوقت الذي ناشدت فيهِ السلطات الصحية في مراكش المواطنين التبرع بالدم لإنقاذ المصابين.

### التدخل
أعلنت وكالة المغرب العربي للأنباء انطلاق عملية إيصال المساعدات إلى المناطق المتضررة من الزلزال، وأكّدت القوات المسلحة الملكية المغربية عبر قنواتها الرسميّة نشرَ وحداتِ تدخل متخصصة شملت فرق بحث وإنقاذ وعددٍ من المشافي الميدانيّة في المناطق المتضررة. قالَ الأمين العام للمديرية العامة للشؤون الداخلية إن المسؤولين، بما في ذلك الفرق الأمنية، يقومون بتجميع الموارد لتقديم كافّة المساعدات اللازمة وتقييم وحصرِ الأضرار. لقيت مهام الإنقاذ بعض الصعوبة بسبب ازدحام الطرق في المنطقة الجبلية بالمركبات والصخور المتساقطة، حيثُ حاولت القوات إزالة الصخور من الطرق لتمكين سيارات الإسعاف والمساعدات من الوصول إلى المناطق المتضررة.

### الضحايا
| العمالة/الإقليم      | أسماء القرى المنكوبة   | الوفيات | الإصابات |
| -------------------- | ---------------------- | ------- | -------- |
| الحوز                | أسماء القرى (الدواوير) | 1,684   | ؟؟       |
| تارودانت             | أسماء القرى (الدواوير) | 980     | ؟؟       |
| شيشاوة               | أسماء القرى (الدواوير) | 202     | ؟؟       |
| مراكش                | أسماء القرى (الدواوير) | 18      | ؟؟       |
| أزيلال               | أسماء القرى (الدواوير) | 11      | ؟؟       |
| أكادير إداوتنان      | أسماء القرى (الدواوير) | 5       | ؟؟       |
| الدار البيضاء الكبرى | أسماء القرى (الدواوير) | 3       | ؟؟       |
| اليوسفية             | أسماء القرى (الدواوير) | 1       | ؟؟       |
| تنغير                | أسماء القرى (الدواوير) | 1       | ؟؟       |

سارعت مصادر رسميّة في إقليم ورزازات للإعلانِ عن مقتل أربعة قتلى بعد انهيار عددٍ من المنازل عليهم، وارتفعت الحصيلة في وقتٍ لاحقٍ لسبعة، كما أعلنت مصادر رسمية أخرى من مدينة دمنات مقتل أسرة مكوّنة من خمسة أفراد، مع توقعاتٍ بوقوع عشرات الضحايا في إقليم الحوز المتضرر الأكبر من الزلزال. أعلنت وزارة الداخلية بعد نحو الساعتين من حدوث الزلزال حصيلة أولية للضحايا، حيث قُتل ما مجموعه 296 شخصًا في مختلفِ مدنِ المغرب مع 153 إصابة بجروح متفاوتة وظلَّ الرقم بحسبِ المصادر الرسمية مرشحًا للارتفاع، ثم عاودت وزارة الداخلية نشر حصيلة محينة بلغَ فيها عدد القتلى 632 شخصًا وإصابة 329 آخرين من بينها 51 إصابةٌ خطيرة وذلك حتى الساعة السابعة صباحًا بتوقيت المغرب، قبل أن ترتفع الحصيلة إلى 820 حالة وفاة و672 إصابة مع انتصافِ التاسع من أيلول/سبتمبر، وفي الثانية ظهرًا من نفس اليوم أُعلن مجددًا عن ارتفاع حصيلة القتلى إلى 1037 شخصًا و1204 مصابًا (721 منهم في حالة خطيرة)، وفي حدود الساعة الثامنة من مساء نفس اليوم أُعلن مجدداً عن ارتفاع حصيلة القتلى إلى 1305 شخصًا و1832 مصابًا، منهم 1220 إصابةً خطيرة. حدثت وزارة الداخلية العاشر من سبتمبر حصيلة ضحايا الزلزال والتي وصلت 2122 قتيلًا و2421 جريحًا، منهم 1404 إصابة خطيرة. وصلت حصيلة الضحايا بعد ثلاثة أيام من الكارثة إلى 2497 قتتيلًا و2476 مصابًا.
بحلول الثاني عشر من أيلول/سبتمبر وإلى حدود الساعة الواحدة زوالًا بالتوقيت المحلي للمغرب، ارتفعت حصيلة القتلى إلى 2901 شخصا، دُفن منهم 2884 شخصًا، وزاد عدد الجرحى ليصل إلى 5530 شخصًا. سُجّلت كلّ الوفيات الجديدة بإقليم الحوز، بينما لم تُسجَّل أي حالة وفاة جديدة في باقي العمالات والأقاليم المتضررة.
في 13 شتنبر/سبتمبر وإلى حدود الساعة السابعة مساء بالتوقيت المحلي، ارتفعت حصيلة الوفيات إلى 2946 شخصا، دُفن منهم 2944 قتيلا، كما زاد عدد الجرحى إلى 5674 شخصا. سُجلت هذه الوفيات الجديدة كلها بكُل من إقليمي الحوز وتارودانت، حيث ارتفع عدد الوفيات بإقليم الحوز إلى 1684، بينما وصل ذات العدد بإقليم تارودانت 980 حالة وفاة. في اليوم الخامس أيضا، سُجلت هزة ارتدادية جديدة بقوة 3.8 درجات على سلم ريختر بمدينة أمزميز في حوالي الساعة الرابعة والنصف بتوقيت المغرب، ولم تُسفر الهزة عن أية ضحايا.
في اليوم السادس للزلزال، ضربت هزة ارتدادية بقُوة 4.8 على مقياس ريختر جماعة إغيل بإقليم الحوز شعر بها سكان العديد من المناطق والمُدن التي تضررت من الزلزال الأول، وقد سجلت بالضبط في 6:35 صباحا بالتوقيت المحلي للمغرب، ولم تُسفر الهزة عن أية ضحايا.

## الاستجابة

### التضامن الشعبي
بدأ عشرات المغاربة منذ الساعات الأولى لما بعدَ الزلزال المساهمة في عمليات الإنقاذ من بحث وحفر وتنقيب، وأطلق فاعلون جمعويون ونشطاء حقوقيون وغيرهم من أعضاء المجتمع المدني دعوات لمساعدة المناطق المتضررة خاصة المناطق الجبليّة والتي يصعب الوصول لها. أعلنت منظمة الصحة العالمية أنّ الزلزال الذي ضربَ المغرب أدى إلى تضرر أكثر من 300 ألف شخص في مراكش وضواحيها، ثم سرعان ما طالبت وزارة الصحّة من المغاربة التبرع بالدم، ففتحت مراكز التبرع في مراكش والدار البيضاء والرباط وغيرها من المدن والمناطق المغربية أبوابها لاستقطابِ عشرات المئات من المتبرعين. ساهمَ لاعبو المنتخب المغربي لكرة القدم ومدربهم وليد الركراكي – الذي كانوا يستعدون لخوض مباراةٍ أمام ليبيريا في إطار تصفيات كأس الأمم الإفريقية قُبيل إلغائها عقبَ الزلزال – في التبرع بالدم، ووجّه بعضهم الدعوة للتضامن مع الضحايا معربين عن تعاطفهم اللا مطلق، كما أهابَ عبد اللطيف الحموشي مدير المديرية العامة للأمن الوطني بجميع النساء والرجال العاملين في القطاع الأمني للمبادرة بالتبرع بالدم لفائدة ضحايا الهزة الأرضية خصوصًا في المناطق المتضررة. انطلقت كذلك مبادرات مجتمعيّة أطلقها العديد من النشطاء والجمعيات من أجل نقل الطعام والشراب والغطاء وحتى الدواء للقرى المتضررة وخاصّة تلك التي لم تصل لها المساعدات بعد. أدى المغاربة بكافة مساجد المغرب صلاة الغائب ترحمًا على ضحايا الزلزال وذلك بعد صلاة ظهر يوم الأحد 10 شتنبر/سبتمبر بتنسيقٍ وتوحيدٍ من وزارة الأوقاف والشؤون الإسلامية وبتوجيهاتٍ من الملك المغربي محمد السادس.

### التدخل الملكي
أعلنَ الديوان الملكي المغربي عن حدادٍ وطني لمدة 3 أيام، كما استَحدثَ لجنة وزاریة لوضع برنامجٍ عاجل لإعادة تأهيل وإعمار المنازل المدمرة. أكّد الديوان الملكي كذلك التكفّل الفوري بالأشخاص دون مأوى حيثُ صدرت تعليماتٌ ملكيّة بالتكفل الفوري بالأشخاص في وضعية صعبة خصوصًا اليتامى مع نقل كل ما يلزم من طعام وماء وملابس ومنازل مؤقتة للأماكن المتضررة، في الوقت الذي صدرت فيه أوامر ملكيّة بتعزيز فرق البحث لتسريع عمليات إنقاذ وإجلاء الجرحى استعدادًا لبدء تقييمٍ عاجلٍ لأوضاع الأحياء السكنية في البلدات المتضررة لتحديدِ إمكانية عودة السكان والمباشرة في إصلاح باقي المنازل التي لا يُمكن لساكنيها العودة لها في الوقتِ الحالي.
وبتاريخ التاسع عشر من شهر أكتوبر/ تشرين الأول عام 2023، صادقت لجنة الخارجية والدفاع الوطني والمغاربة المقيمين في الخارج بمجلس المستشارين، بتعليمات من الملك محمد السادس، على مشروع قانون رقم 50.23 يتعلق بمنح الأطفال ضحايا زلزال الحوز صفة مكفولي الأمة.

### الرعاية الطبية
قامت القوات المسلحة الملكية بإنشاء مستشفى ميداني في كل من أسني باقليم الحوز وتافنكولت باقليم تارودانت لاستقبال الجرحى، كما عملت القوات المسلحة الملكية على توفير مروحيات عسكرية وسيارات إسعاف لنقل الجرحى من الدواوير المتضررة.

## الأضرار

### تقدير الخسائر
قدرت هيئة المسح الجيولوجي الأمريكية خسائر المغرب الاقتصادية جراء الزلزال بحوالي 10 مليارات دولار، أي بنسبة 8% من الناتج المحلي الإجمالي للبلد البالغ نحو 130 مليار دولار أمريكي.

### مراكش
تسبب الزلزال الذي وصلَت موجاته الارتداديّة مدينة مراكش في تدميرٍ جزئي لأسوار المدينة التاريخيّة، حيث وثّقت وسائل إعلامية محلية وعربية الجدران الحمراء الشهيرة التي تحيط بمدينة مراكش القديمة والضرر الذي طالها جراء الزلزال. تمثلت الأضرار في بعض الشقوق على مستوى الأسوار وانهيار أجزاء منها وخاصّة في أعلى الجدران التي يعودُ بعضها للقرون الوسطى فضلًا عن سقوط مئذنة.
في نفس المدينة، تسبَّب الزلزال في إلحاق أضرار بعددٍ من المباني التاريخية والتراثية الأخرى بما في ذلك صومعة جامع الكُتبية، والتي صمدَت رغم قوة الزلزال حيثُ لم تتعرض الصومعة لأي أضرار كبيرة مقارنةً بمباني أخرى، ومع ذلك فإنّ الفحوص أظهرت ضررًا بسيطًا يستدعى ترميمًا.

### تينمل
تضرر المسجد الأعظم بمدينة تينمل بشكلٍ شبه كلّي وتحوّل جزءٌ كبيرٌ منه إلى ركام نتيجة الزلزال. يقعُ المسجد على بعد حوالي 100 كيلومتر جنوب غرب مدينة مراكش، على الطريق الرابط بين مراكش وتارودانت عبر الطريق الجبلي الذي يمر عبر تيزي نتاست بالأطلس الكبير الغربي بإقليم الحوز. يعود تاريخ بناء هذا المسجد الذي يعتبره المغاربة والسياح في تلك المنطقة «جوهرة معمارية حقيقية» إلى القرن الثاني عشر، وكان المسجد قد خضعَ للترميم عام 1997 بعدما ضمّته الرباط سنة 1995 ضمن قائمة مواقع التراث العالمي في المغرب، ويحتلُّ مرتبةً ومكانةً عالية في تاريخ المغرب حيث يعتبرهُ مكتب السياحة في مراكش من بين أهمّ المعالم التاريخية في المنطقة.

### ورزازات
تضررت قصبة أيت بن حدو المشهورة أيضا جراء الزلزال، وهي قصبة تُعتبر من أقدمِ القصور التاريخية بالمغرب، حيث يعود تاريخ بنائها للقرن الحادي عشر الميلادي. القصبة أو القصر عبارة عن تجمع بنايات تقليدية يقعُ بإقليم ورززات مشيّد من الطين ومحاط بسور دفاعي مقوى بالأبراج حيثُ حافظ على شكله الأصلي الذي يُخلّد حقبة زمنية قديمة.

### أكادير
انهار جُزء من سور قصبة أكادير أوفلا التاريخية جراء الزلزال أيضا، ولم يُخلف ذلك أي ضحايا رغم تواجد زوار وسياح في الموقع إبان الزلزال. تُعد القصبة أبرز المعالم التاريخية للمدينة، كما سبق لها أن تأثرت لأول مرة في 1755 خلال زلزال لشبونة، وأيضا خلال زلزال أكادير سنة 1960.

### تارودانت

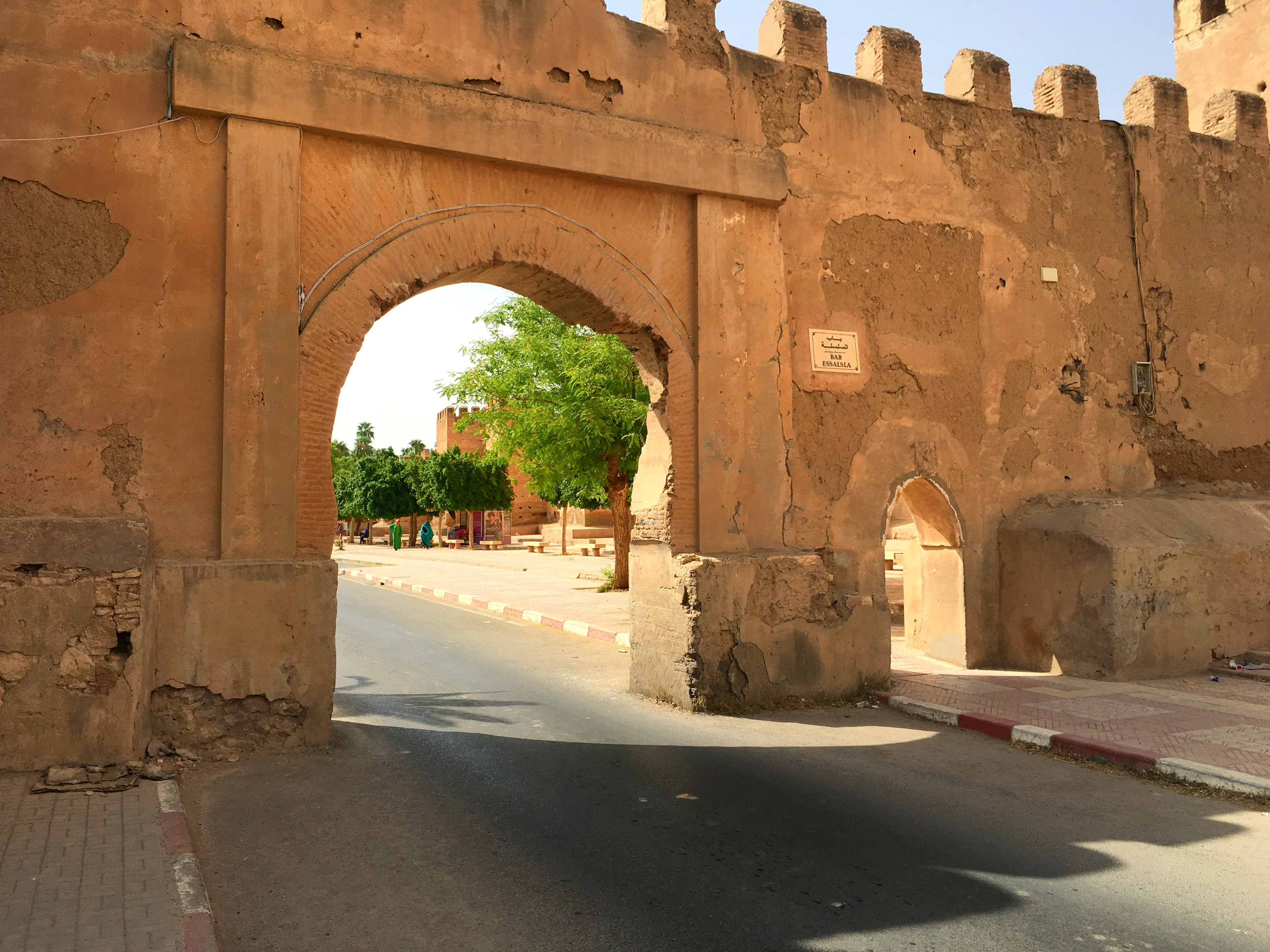
إحدى بوابات سور تارودانت التاريخي.

انهار أيضا جراء الزلزال جُزء كبير من السُور التاريخي لمدينة تارودانت، وهذا السور يُعد ثالث أكبر سور في العالم من حيث الضخامة والارتفاع بعد سور الصين العظيم وسور كومبالغار بالهند، وهُو سور يُحيط بكامل أجزاء المدينة القديمة لتارودانت. أدى هذا الانهيار كذلك إلى إغلاق الطريق على مستوى شارع مولاي رشيد وباب السلسلة.

## ردود الفعل الدولية
عرضت كل من إسبانيا، الهند، الجزائر، فرنسا، البرتغال، باكستان، رومانيا، تايوان، تايلاند، تركيا، المملكة المتحدة، الولايات المتحدة، الاتحاد الأوروبي، والأمم المتحدة تقديم المساعدة والدعم للمغرب. وبعثت هولندا 10 ملايين يورو كمساعدات طارئة للمغرب. بينما قدمت جمعية الصليب الأحمر الصينية للهلال الأحمر المغربي 200 ألف دولار أمريكي كمساعدات إنسانية طارئة. فيما قدّم مجموعة من زعماء العالم تعازيهم.
وأثار تأخير 18 ساعة لإصدار إعلان رسمي انتقادات في بعض الدول. كما كانت هناك انتقادات لتأخر الحكومة في تقديم طلب المساعدة وتجاهلها لمجموعة من عروض الدعم الخارجية. كما تزايد الإحباط بين مجموعات الإغاثة الدولية التي كانت على أهبة الاستعداد بعد عدم تلقيها أي موافقة رسمية. فيما لم تطلب الحكومة المغربية رسميًا أي مساعدات خارجية، غير أنها قبلت عروض المساعدة من قطر وإسبانيا والإمارات والمملكة المتحدة. وصرّح مسؤولون بأنهم وافقوا على عروض أربع دول فقط لأن "الافتقار إلى التنسيق قد يؤدي إلى نتائج عكسية". وأضافوا أنه قد يُوافق على عروض أخرى إذا دعت الضرورة لذلك.
وأعلن عمدة مدينة مرسيليا الشقيقة لمراكش أنه سيرسل رجال إطفاء إلى المغرب للمساعدة في عمليات الإنقاذ. فيما أرسلت رئيسة المجلس الإقليمي لـإيل دو فرانس فاليري بيكريس مبلغ 535,000 دولار كمساعدات. كما قامت السفارة الفرنسية في المغرب، وفقا لوزارة الخارجية الفرنسية، بفتح خط ساخن لوحدة الأزمات. وأُرسل طاقم إنقاذ من مدينة نيس، بينما قدمت المجتمعات من جميع أنحاء البلاد مساعدات تزيد عن مليوني يورو (2.1 مليون دولار). وأصدرت الحكومة الفرنسية 5 ملايين يورو (5.4 مليون دولار) كمساعدة للمنظمات غير الحكومية العاملة في المغرب. وصرّح أرنو فريس، رئيس منظمة إنقاذ بلا حدود، إن السلطات المغربية "منعت" فرقها من دخول البلاد في 10 سبتمبر/أيلول. وفي نفس اليوم، قال وزير الشؤون الرقمية جان نويل بارو إن جميع مشغلي الهاتف المحمول الفرنسيين بدأوا في تقديم مكالمات ورسائل نصية مجانية للمغرب.
وأمر رئيس الوزراء الإسرائيلي بنيامين نتنياهو والملك عبد الله الثاني ملك الأردن حكومتيهما بإرسال مساعدات إلى المغرب، بينما أمر حاكم دولة الإمارات محمد بن زايد آل نهيان بإنشاء جسر جوي لنقل مساعدات الإغاثة ومزيد من الدعم. وبالمثل فعلت المملكة العربية السعودية. كما أمر هيثم بن طارق سلطان عمان بإرسال فرق الإنقاذ والمساعدات الطبية إلى المغرب في 10 سبتمبر.
كما فتحت الجزائر مجالها الجوي أمام المغرب لأول مرة منذ 2021 لتسهيل وصول المساعدات الإنسانية، وفي اليوم الموالي للكارثة عرضت إرسال 3 طائرات عسكرية محملة بمواد غذائية وطبية وفريق مكون من 80 فرداً مختص للمساعدة في عمليات الإنقاذ. فيما وضعت إسبانيا وحدة الطوارئ العسكرية التابعة لها، ووكالات الإغاثة الأخرى، وسفارتها في الرباط تحت تصرف المغرب. ونقلت طائرتين تابعتين للقوات الجوية الإسبانية 56 جنديًا وأربعة كلاب بحث إلى مراكش بعد أن وجهت الحكومة المغربية نداءً ثنائيًا. وأعلنت جمهورية التشيك استعدادها لإرسال نحو 70 فردا من فريق الإنقاذ، من بينهم تسعة أطباء، بعد تلقيها طلبا رسميا من الحكومة المغربية. وقالت وزيرة الدفاع التشيكية جانا سيرنوتشوفا إن ثلاث طائرات عسكرية مستعدة لنقل الفريق.
فُعّل الميثاق الدولي للفضاء والكوارث الكبرى من قبل معهد الأمم المتحدة للتدريب والبحث (UNITAR) نيابة عن الاتحاد الدولي لجمعيات الصليب الأحمر والهلال الأحمر (IFRC) لتوفير تغطية فضائية إنسانية واسعة النطاق، وإن كانت طارئة. وفي 9 سبتمبر، وصل فريق مكون من 50 مسعفًا وموظفًا من تونس. كما أحضر الفريق كلاب بحث وأجهزة تصوير حراري وطائرة بدون طيار ومستشفاً ميدانياً. كما وصل فريق إنقاذ قطري إلى المغرب في 11 شتنبر/أيلول.
وأرجأ الاتحاد الإفريقي لكرة القدم المباراة المؤهلة لكأس الأمم الإفريقية 2023 بين المغرب وليبيريا، والتي كان من المقرر إقامتها في أكادير يوم 9 سبتمبر الجاري. ومع ذلك، أقيمت المباراة التأهيلية بين جمهورية الكونغو وغامبيا كما كان مقرراً لها في مراكش يوم 10 سبتمبر. فيما أعلن الاتحاد الأوروبي لكرة القدم دقيقة صمت على أرواح الضحايا في جميع مباريات الأندية والمنتخبات الوطنية حتى 21 شتنبر/أيلول الجاري.

## معرض الصور

آثار الزلزال في كل من مراكش ومولاي إبراهيم
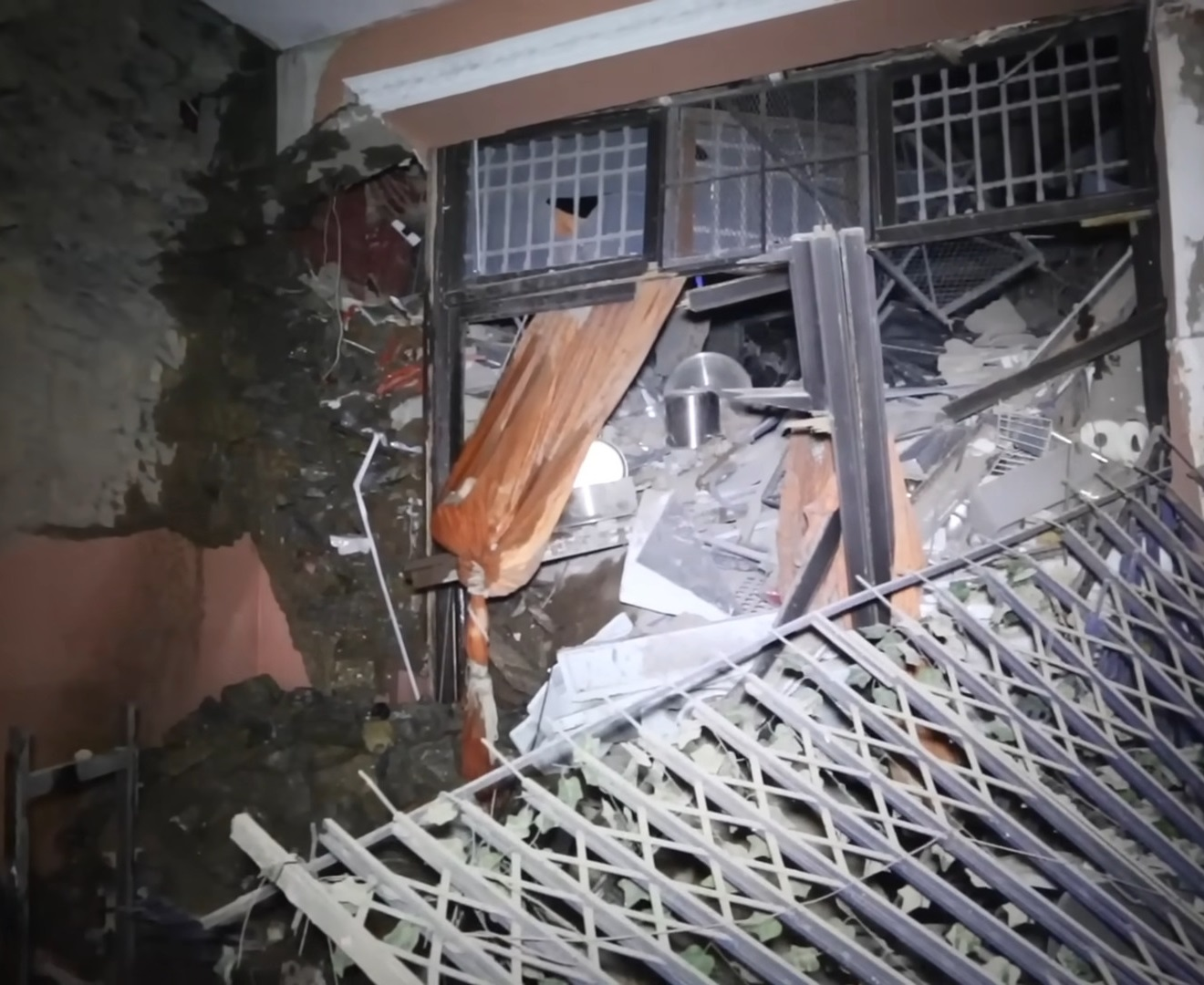
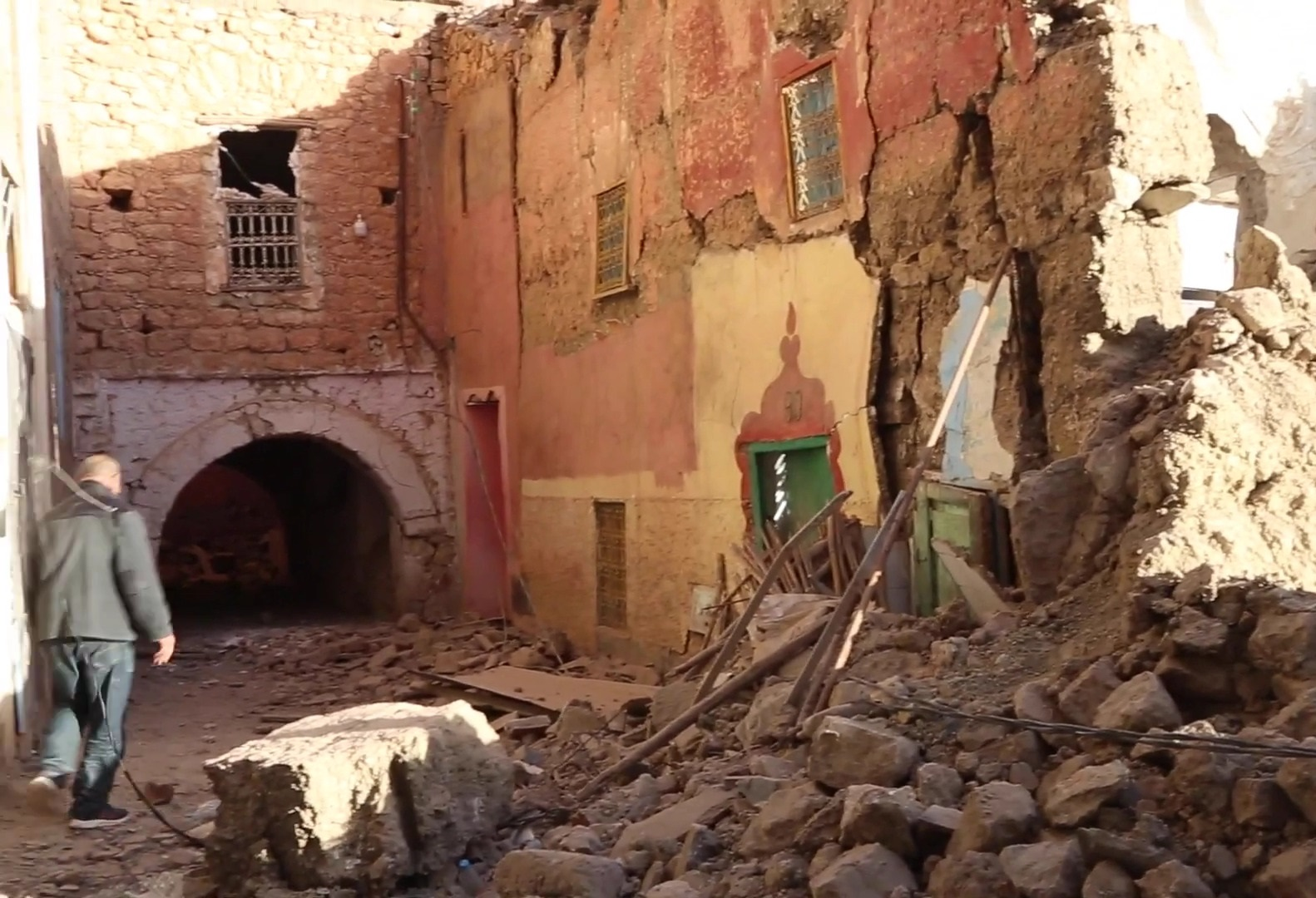
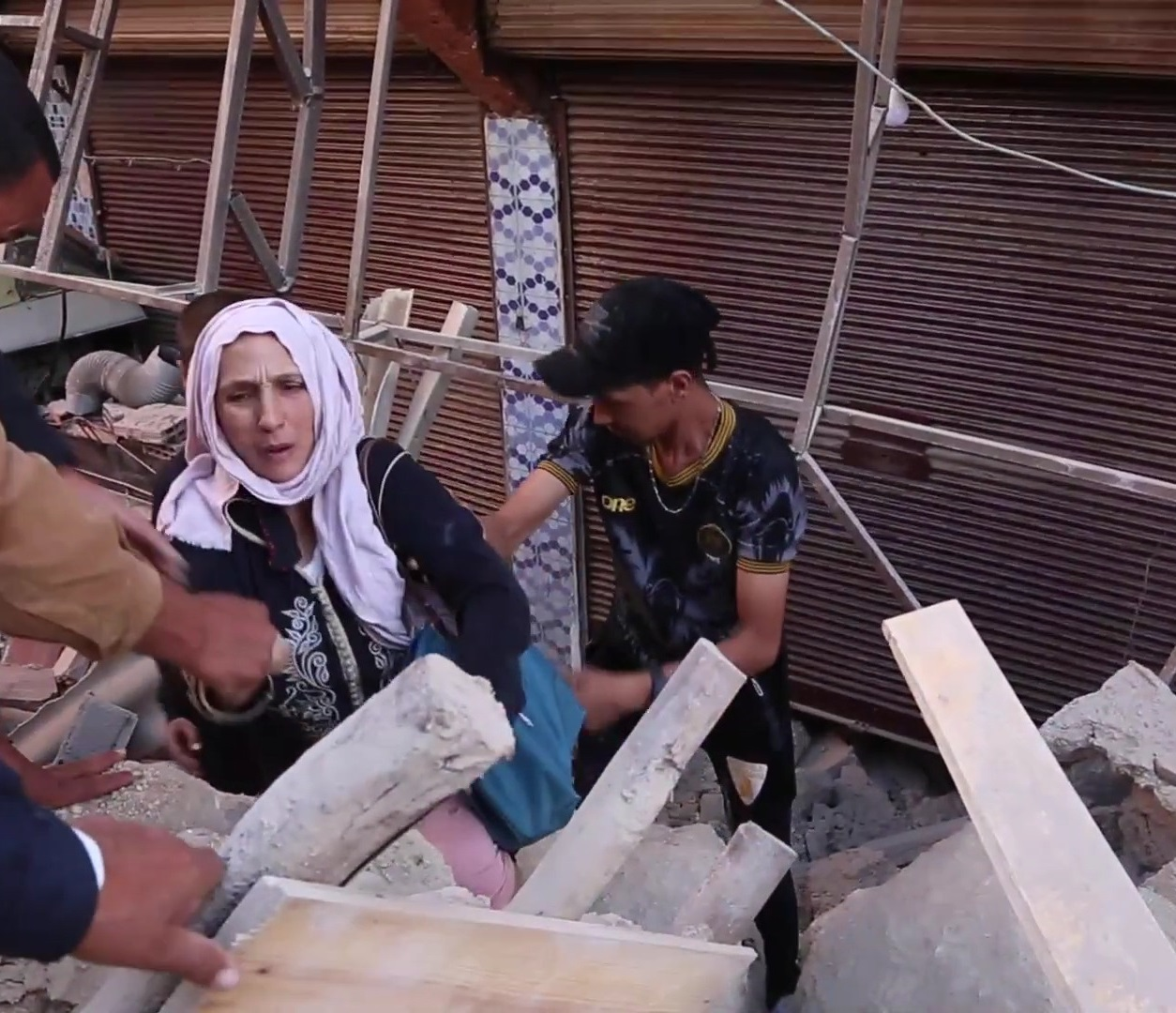
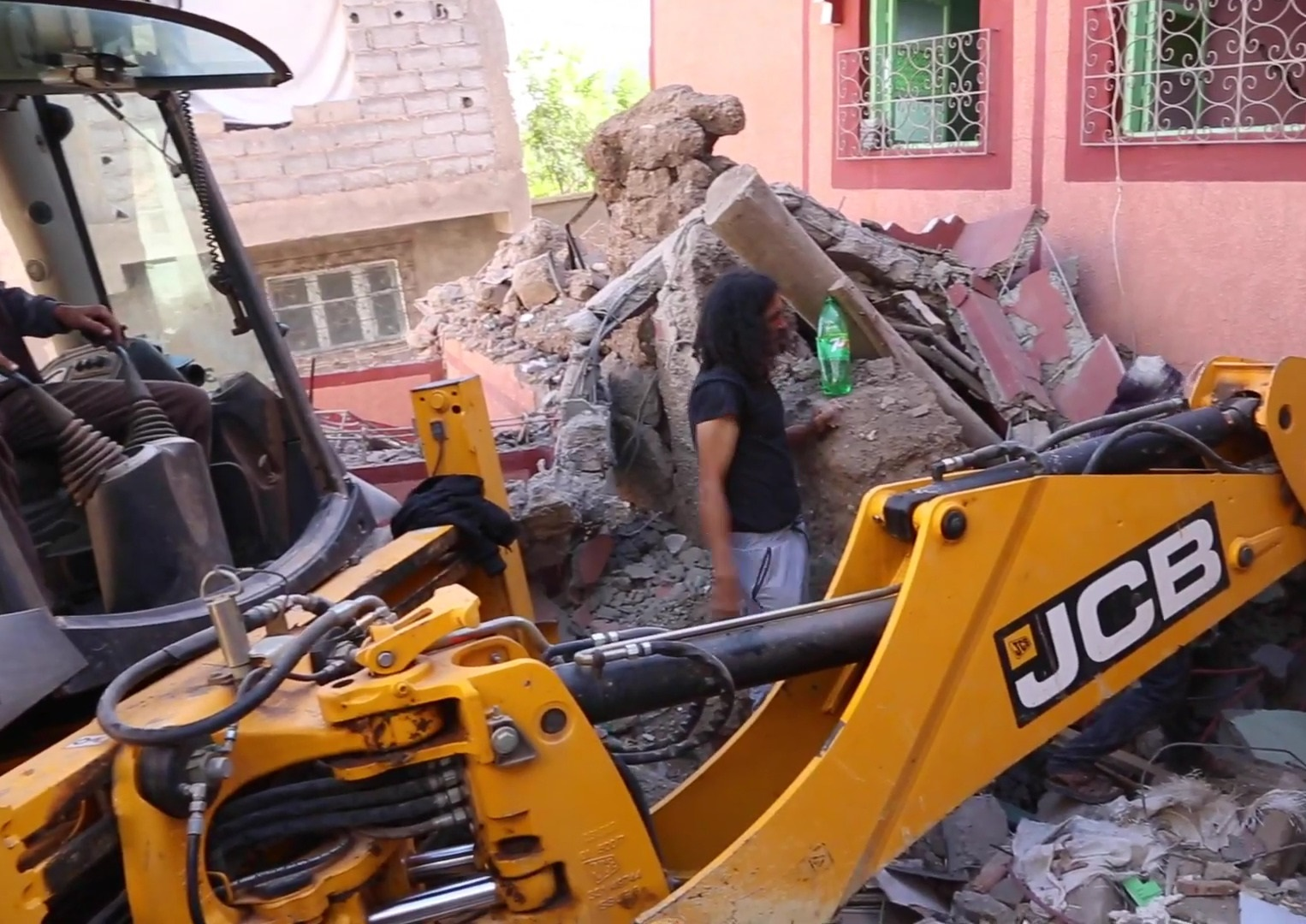
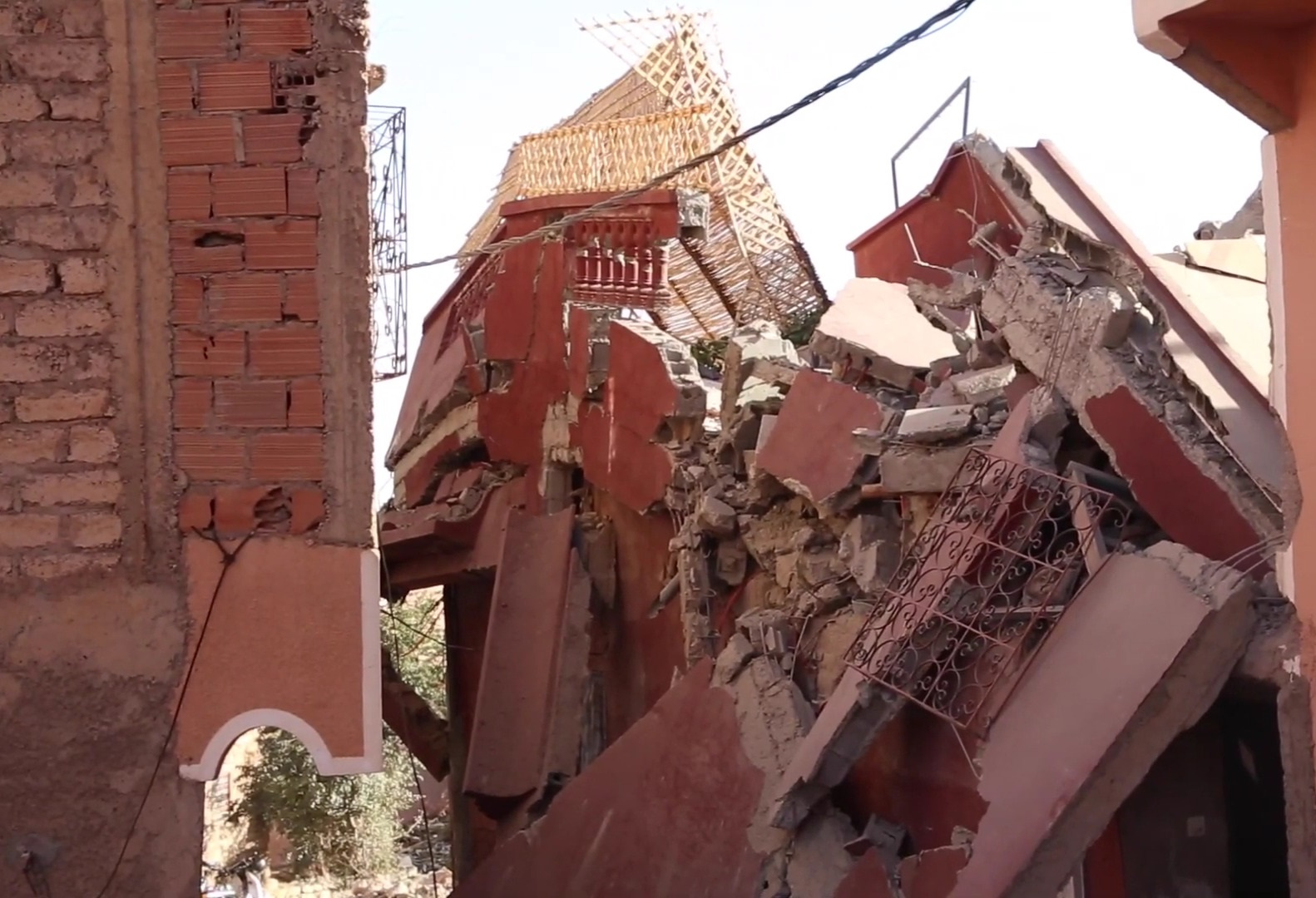